# رباح يوسف
رباح محمد يوسف بخيت (العربية: رباح يوسف؛ وُلد في 11 ديسمبر 1986) هو عداء بريطاني من مواليد السودان مختص في سباقات المضمار والميدان، وقد بدأ مسيرته التنافسية ممثلًا للسودان قبل أن يحصل على الجنسية البريطانية.

## الحياة المبكرة واللجوء إلى بريطانيا
يوسف هو ابن محمد يوسف بخيت، الذي كان بطل السودان الوطني في سباقي 100 و200 متر في أواخر الستينيات وأوائل السبعينيات. وكان في عائلته المقربة ثلاثة رياضيين آخرين، وقد بدأ ممارسة الرياضة في سن مبكرة. في سن الرابعة عشرة، وأثناء التدريب للمنافسات مع رياضيين سودانيين آخرين في شفيلد، المملكة المتحدة، تقدم بطلب لجوء، ومنح إقامة مؤقتة. ومع ذلك، تم رفض طلب لجوئه.
في عام 2005، ورد أنه كان يسعى للحصول على الجنسية البريطانية. وفي عام 2007، وُصف بأنه "أحد أزهى آمال بريطانيا لميدالية أولمبية"، لكن قاضياً رفض طلب لجوئه، فواجه خطر الترحيل. في تلك المرحلة، تزوج من بريطانية في عام 2008 ولديه طفلان، مما منحه تأشيرة إقامة زوج. بحلول 2008، كان لا يزال يعيش في إنجلترا في بلدة ميدلزبرة بينما كان يمثل السودان دوليًا بعد أن "تواصل مجددًا مع السلطات السودانية التي ضمنت له الأمان عبر محاميه" وكان يعمل بدوام جزئي في المصانع والمطاعم. بعد منحه الجنسية البريطانية رسميًا في 2013، غيّر يوسف انتماءه التنافسي لبريطانيا وأصبح رياضيًا محترفًا بدوام كامل.

## المسيرة الرياضية
في يونيو 2002، شارك في بطولة شرق إفريقيا للشباب في زنجبار وبطولة شرق إفريقيا للناشئين في أديس أبابا، فاز بمجموع ميداليتين ذهبيتين في الوثب العالي وواحدة في الوثب الطويل، مما أهله لبطولة العالم للناشئين في كينغستون. بتوجيه من مدربته البريطانية كارول ويليامز، تحول من الوثب العالي إلى سباق 400 متر، وفاز ببطولة بريطانيا الوطنية للناشئين في يونيو 2004.
حل ثالثًا في سباق 400 متر للرجال في بطولة رابطة الرياضيين الهواة عام 2005. وحقق رقمًا قياسيًا جديدًا (45.72 ثانية) في سباق 400 متر في ألعاب بيدفورد الدولية عام 2007. وفاز بالسباق مرة أخرى عام 2008 بزمن 47.05 ثانية.
في أبريل 2008، رغم إصابته خلال التدريب، شارك في بطولة إفريقيا 2008، وفاز بميدالية فضية في سباق التتابع 4 × 400 متر، محققًا رقمًا وطنيًا جديدًا قدره 3:04.00 مع زملائه. لكنه لم يتأهل للألعاب الأولمبية. كانت بطولة العالم لألعاب القوى 2009 في برلين أول منافسة كبرى عالمية له؛ بلغ الدور نصف النهائي، وحقق أفضل نتيجة بين جميع الرياضيين الأفارقة (45.63 ثانية). وفي نفس العام، فاز بالميدالية الذهبية في البطولة العربية في دمشق بزمن شخصي جديد 45.15 ثانية. وفاز بالذهب أيضًا في دورة الألعاب الإفريقية والبطولة العربية في 2011.
في مارس 2012، شارك في بطولة العالم لألعاب القوى داخل الصالات 2012 في إسطنبول لكنه لم يتأهل للنهائي. لاحقًا، أُلغيت نتائجه في البطولة بسبب تعاطي المنشطات، حيث ثبت تناوله الماريجوانا في سباق بتاريخ 23 فبراير. وتلقى عقوبة إيقاف بأثر رجعي لمدة شهرين بسبب انتهاك قواعد مكافحة المنشطات.
تأهل يوسف للمشاركة مع السودان في الألعاب الأولمبية الصيفية 2012، وشارك في 400 متر في الألعاب الأولمبية الصيفية 2012 - رجال. بلغ الدور نصف النهائي، وسجل زمنًا شخصيًا جديدًا قدره 45.13 ثانية.
في مايو 2013، أعلن أنه حصل على جواز سفر بريطاني، ويهدف إلى تمثيل بريطانيا في المنافسات المستقبلية. تم إتمام نقل انتمائه في الشهر التالي. مثل بريطانيا في بطولة أوروبا لألعاب القوى 2014، حيث شارك في تصفيات سباق التتابع 400 متر، وساهم في تأهل بلاده للنهائي بأسرع زمن، لكنه لم يُختر للمشاركة في النهائي، الذي فازت فيه بريطانيا بالذهب.
في بطولة العالم 2015، سجل يوسف رقمًا شخصيًا جديدًا قدره 44.54 ثانية في نصف نهائي سباق 400 متر، ما أهله للنهائي. أنهى السباق النهائي في المركز السادس بزمن 44.68 ثانية، في أول سباق في التاريخ يشهد عبور ثلاثة عدائين لحاجز 44 ثانية.
في مايو 2016، حصل يوسف على ميدالية برونزية في بطولة أوروبا لألعاب القوى ضمن فريق التتابع 400 متر رجال.
اختير يوسف للمشاركة في الألعاب الأولمبية الصيفية 2016 في سباقي 400 متر والتتابع 400 متر، لكنه، وبعد سفره إلى ريو، لم يتمكن من المشاركة في أي من السباقين بسبب الإصابة.

## روابط خارجية
- رباح يوسف على موقع الاتحاد الدولي لألعاب القوى (الإنجليزية)
- رباح يوسف على موقع الدوري الماسي (الإنجليزية)
- رباح يوسف على موقع اللجنة الأولمبية الدولية (الإنجليزية)
- رباح يوسف على موقع أوليمبيديا (الإنجليزية)
- نبذة عن رباح يوسف  على موقع الاتحاد الدولي لألعاب القوى
- رباح يوسف  على موقع SportsReference  - سبورتس رفرنس
- رباح يوسف في اللجنة الأولمبية الدولية